# Intermontane trog
De Intermontane trog was een diepzeetrog gedurende het Trias (waarschijnlijk vanaf 245 miljoen jaar geleden tot 180 miljoen jaar geleden). De trog was waarschijnlijk 600 tot 800 kilometer lang. Door de westelijke beweging van Noord-Amerika verdween de trog weer en het vroege Jura.